# Liotrigona bitika
Liotrigona bitika är en biart som beskrevs av Brooks och Michener 1988. Liotrigona bitika ingår i släktet Liotrigona och familjen långtungebin. Inga underarter finns listade i Catalogue of Life.